# 龍慧祺
龍慧祺（Virginia Lung Wai Ki，1975年—），為香港著名室內設計師。她至今已擁有20年室內設計經驗。設計靈感源自生活，風格多變，擅長於主題導向設計。其丈夫為室內設計師羅靈傑（兩人於2002年在舊公司梁志天室內設計公司認識，並於2006年結婚。現時育有一女）。

## 生平
龍慧祺生於1975年的一個小康之家。她畢業於嘉諾撒聖心書院中五年級，後在1998年美國俄勒岡州立大學室內建築文學士畢業（於1994年開始入讀）。此前，她在1992年至1994年期間於李惠利工業學院修讀室內設計課程。這是因為當時香港沒有太多開設藝術課程的專科學校，且中學預科的藝術科不計入總成績中，而自己自小又喜歡繪畫，所以2004年12月10日，龍慧祺與羅靈傑共同創立壹正企劃有限公司（現為該公司的設計總監），10多年間所設計的項目在多個國際設計比賽中獲獎。她亦有參與其他活動，她曾在多個國際比賽中擔任評審，包括北美州室內設計業內年度會議NeoCon 2012、韓國的K-Design Award 2015及德國柏林的World Festival of Interiors INSIDE 2016。另外，從2012年起連續五年被香港大學專業進修學院邀請為學術評估員，為香港年輕一代的室內設計師提供更教育和支持。她曾為香港英文虎報、星島日報撰寫專欄，現為旭茉JESSICA 專欄作家分享設計的潮流和心得。

## 獎項
- 2012年英國有「室內設計奧斯卡」之稱的 Andrew Martin 國際室內設計年度設計師大獎[3]
- 2013及2016年德國iF傳達設計獎金獎
- 2016年香港文化產業聯合總會頒發文化及創意大獎
- 2007年香港《透視雜誌Perspective Global 》頒發「40 under 40」（四十驕子）大獎

## 代表作品

### 電影院

#### 香港
- 銅鑼灣 CINE TIMES時代廣場電影院[4]
- 尖沙咀 THE ONE 商場百老匯戲院

#### 中國大陸
- 上海 國際金融中心百麗宮戲院[5]
- 杭州 嘉里中心百老匯PALACE PREMIER電影院
- 武漢 眾圓廣場摩爾國際電影城[6]
- 武漢 摩爾城市國際電影城[7]

### 餐廳

#### 香港
- #OMG
- 香港地@奧海城
- 香港地@POPCORN

## 外部連結
- 2012年 南華早報報導 （页面存档备份，存于）
- 2013年 南華早報報導 （页面存档备份，存于）